# Ali Hassan al-Majid
Ali Hassan al-Majid (30. november 1941 – 25. januar 2010) var en irakisk politiker, som var Saddam Husseins fætter.
Han var aktiv i den irakiske regering indtil Irakkrigen i 2003. Han var ansvarlig for invasionen af Kuwait i perioden 1990-1991 og var også guvernør i Kuwait i et par måneder i 1991.
I 1980'erne og 1990'erne var han berygtet for sin rolle i den irakiske regerings interne kampagner mod oppositionen, nemlig det etniske, kurdiske oprør i nord og de shia religiøse dissidenter i syd. Han blev kaldt "Kemiske Ali" af de irakiske kurdere for sin brug af kemiske våben.
Han blev fanget efter invasionen af Irak i 2003 og blev anklaget for krigsforbrydelser, forbrydelser mod menneskeheden og folkedrab. Han blev dømt til døden i juni 2007 for forbrydelser begået i al-Anfal-kampagnen i 1980'erne. Hans appel af dødsdommen blev afvist den 4. september 2007, og han blev dømt til døden for fjerde gang den 17. januar 2010 og blev hængt otte dage senere, den 25. januar 2010.